# Dos (álbum de Camilo)
Dos (estilizado como dos) es el segundo EP del cantante colombiano Camilo. Se lanzó el 3 de abril de 2024 bajo el sello discográfico de Sony Music Latin.
El EP se caracteriza por el estilo romántico de Camilo, donde se presentan ritmos como vallenato, tropipop y salsa, al igual que su anterior EP. Asimismo el 7 de febrero de 2024, el álbum se estrenó junto a sus tres sencillos. En este álbum, está incluida la participación de Carín León.

## Lista de canciones
| N.º  | Título                             | Duración |  |
| 1.   | «Autodiagnóstico»                  | 3:07     |  |
| 2.   | «En tus sueños o en los míos»      | 3:12     |  |
| 3.   | «Una vida pasada» (con Carín León) | 3:38     |  |
| 9:57 |                                    |          |  |